# Doris Day/Filmografie

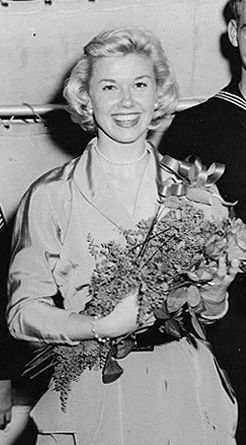
Doris Day an Bord der Juneau, um 1953

Doris Days Filmografie nennt die Filme, in denen die amerikanische Filmschauspielerin Doris Day mitgewirkt hat. Sie hatte ihr Filmdebüt in dem Film Zaubernächte in Rio (original: Romance on the High Seas) von Michael Curtiz im Jahr 1948. In der Folge erschienen zahlreiche sehr erfolgreiche Filme, darunter etwa Der Mann, der zuviel wußte von Alfred Hitchcock, in dem sie das bekannte Lied Que Sera, Sera sang. International bekannt wurde Doris Day durch ihre Rolle in dem Film Bettgeflüster von Michael Gordon im Jahr 1959 als Partnerin von Rock Hudson, für die sie für den Oscar nominiert wurde; weitere Filme mit Rock Hudson folgten in Form von Ein Pyjama für zwei und Schick mir keine Blumen.
Die Mehrzahl der Filme wurde in den 1950er und 1960er Jahren gedreht, bevor sie sich aus dem Filmgeschäft zurückzog.

## Erklärung
- Jahr: Nennt das Jahr, in dem der Film erstmals erschienen ist.
- Deutscher Titel: Nennt den deutschen Titel des Films. Manche Filme sind nie in Deutschland erschienen.
- Originaltitel: Nennt den Originaltitel des Films.
- Regisseur: Nennt den Regisseur des Films.
- Genre: Nennt das Genre des Films (bsp. Komödie, Musical, Krimi oder Drama).
- Min.: Nennt die ursprüngliche Länge des Films in der Kinofassung in Minuten. Manche Filme wurden später gekürzt, teilweise auch nur für deutschen Filmverleih. Kinofilme haben 24 Vollbilder pro Sekunde. Im Fernsehen oder auf DVD werden Filme im Phase-Alternating-Line-System (PAL) mit 25 Vollbildern pro Sekunde gezeigt, siehe PAL-Beschleunigung. Dadurch ist die Laufzeit der Filme im Kino um vier Prozent länger als im Fernsehen, was bei einer Kinolaufzeit von 100 Minuten eine Lauflänge von 96 Minuten im Fernsehen bedeutet.
- Credit: Nennt, ob Doris Day im Film im Vor- und/oder Abspann genannt wird (Ja), oder nicht (Nein).
- Rolle: Beschreibt die Rolle Doris Days in groben Zügen. Unter Anmerkung stehen weitere Informationen zum Film.
- Dt. Kinopremiere: Erstaufführungstermin Im Kino (BRD).
- Dt. TV-Premiere: Erstausstrahlung im TV (BRD).

## Filme
Die Liste der Filme enthält alle Kinofilme, bei denen Doris Day eine Rolle gespielt hat, sowie eine Auswahl von Fernsehserien mit ihrer Beteiligung.
| Inhaltsverzeichnis | 1940er | 1950er | 1960er | 1970er |

| Jahr          | Deutscher Titel                      | Originaltitel                            | Regisseur                    | Genre                                     | Min. | Rolle                              | Dt. Kinopremiere | Dt. TV-Premiere                     | Synchronsprecherin | Budget      | Gage Doris Day                     |
| ------------- | ------------------------------------ | ---------------------------------------- | ---------------------------- | ----------------------------------------- | ---- | ---------------------------------- | ---------------- | ----------------------------------- | ------------------ | ----------- | ---------------------------------- |
|               |                                      |                                          |                              | 1940er                                    |      |                                    |                  |                                     |                    |             |                                    |
| 1948          | Zaubernächte in Rio                  | Romance on the High Seas                 | Michael Curtiz               | Komödie, Musical                          | 99   | Georgia Garrett                    | 8.12.1950        | 23.12.1995 (ARD)                    | Tina Eilers        |             |                                    |
| 1949          | Mein Traum bist Du                   | My Dream Is Yours                        | Michael Curtiz               | Komödie, Musical                          | 101  | Martha Gibson                      | 5.06.1951        |                                     | Tina Eilers        |             |                                    |
| 1949          | Ein tolles Gefühl                    | It’s a Great Feeling                     | David Butler                 | Komödie, Musikfilm                        | 85   | Judy Adams                         |                  | 27.11.1971 (NDR, OmU)               |                    |             |                                    |
|               |                                      |                                          |                              | 1950er                                    |      |                                    |                  |                                     |                    |             |                                    |
| 1950          | Der Mann ihrer Träume                | Young Man with a Horn                    | Michael Curtiz               | Drama, Musikfilm                          | 112  | Jo Jordan                          | 12.09.1950       |                                     | Carola Höhn        |             |                                    |
| 1950          | Bezaubernde Frau                     | Tea for Two                              | David Butler                 | Komödie, Musikfilm, Liebesfilm            | 112  | Nanette Carter                     | 5.10.1951        |                                     |                    |             |                                    |
| 1950          | –                                    | The West Point Story                     | Roy Del Ruth                 | Komödie, Musikfilm                        | 107  | Jan Wilson                         | 15.06.2007 (DVD) |                                     | Katrin Zimmermann  |             |                                    |
| 1951          | Die Gefangene des Ku-Klux-Klan       | Storm Warning                            | Stuart Heisler               | Drama                                     | 93   | Lucy Rice                          | 7.05.1959        |                                     | Ursula Traun       |             |                                    |
| 1951          | Das Wiegenlied vom Broadway          | Lullaby of Broadway                      | David Butler                 | Komödie, Musical                          | 92   | Melinda Howard                     |                  | 19.10.1982 (ZDF)                    | Monika Peitsch     |             |                                    |
| 1951          | Romanze mit Hindernissen             | On Moonlight Bay                         | Roy Del Ruth                 | Komödie, Musical                          | 95   | Marjorie Winfield                  |                  | 13.10.1996                          | Traudel Haas       |             |                                    |
| 1951          | In all meinen Träumen bist Du        | I’ll See You in My Dreams                | Michael Curtiz               | Komödie, Musical                          | 110  | Grace LeBoy Kahn                   |                  | 29.09.1996 (ZDF)                    | Traudel Haas       | $ 1.098.000 |                                    |
| 1951          | –                                    | Starlift                                 | Roy Del Ruth                 | Musical                                   | 103  | Doris Day                          |                  |                                     |                    |             |                                    |
| 1952          | –                                    | The Winning Team                         | Lewis Seiler                 | Drama, Liebesfilm                         | 98   | Aimee Alexander                    |                  |                                     |                    |             |                                    |
| 1952          | April in Paris                       | April in Paris                           | David Butler                 | Komödie, Musikfilm, Liebesfilm            | 94   | Ethel S. „Dynamite“ Jackson        | 1.01.1954        |                                     | Ursula Traun       |             |                                    |
| 1953          | Heiratet Marjorie?                   | By the Light of the Silvery Moon         | David Butler                 | Komödie, Musikfilm, Liebesfilm            | 101  | Marjorie Winfield                  |                  | 1.07.1990 (Pro7)                    | Heidi Weigelt      |             |                                    |
| 1953          | Schwere Colts in zarter Hand         | Calamity Jane                            | David Butler                 | Komödie, Musikfilm, Western               | 101  | Calamity Jane                      | 16.08.1963       |                                     | Margot Leonard     |             |                                    |
| 1954          | Das blonde Glück                     | Lucky Me                                 | Jack Donohue                 | Komödie, Musikfilm                        | 100  | Candy Williams                     | (1955)           |                                     | Maria Landrock     |             |                                    |
| 1955          | Man soll nicht mit der Liebe spielen | Young at Heart                           | Gordon Douglas               | Drama, Musikfilm                          | 117  | Laurie Tuttle                      | 12.01.1962       |                                     | Margot Leonard     | $ 1.110.000 | $ 100.000                          |
| 1955          | Tyrannische Liebe                    | Love Me or Leave Me                      | Charles Vidor                | Drama, Musical                            | 122  | Ruth Etting                        | 16.03.1956       | 1.01.1973 (ZDF)                     | Tilly Lauenstein   | $ 2.587.000 | $ 150.000 + 10 % Gewinnbeteiligung |
| 1956          | Der Mann, der zuviel wußte           | The Man Who Knew Too Much                | Alfred Hitchcock             | Thriller, Krimi                           | 120  | Josephine Conway McKenna           | 11.10.1956       |                                     | Edith Schneider    | $ 1.580.000 |                                    |
| 1956          | Mord in den Wolken                   | Julie                                    | Andrew L. Stone              | Thriller, Krimi                           | 99   | Julie Benton                       | 30.08.1957       |                                     | Tilly Lauenstein   | $ 750.000   |                                    |
| 1957          | Picknick im Pyjama                   | The Pajama Game                          | George Abbott, Stanley Donen | Komödie, Musical, Liebesfilm              | 101  | Katherine „Babe“ Williams          | 7.03.1958        |                                     | Ursula Traun       | $ 2.562.000 | $ 250.000                          |
| 1958          | Reporter der Liebe                   | Teacher’s Pet                            | George Seaton                | Komödie, Liebesfilm                       | 120  | Erica Stone                        | 19.12.1958       |                                     | Edith Schneider    |             | $ 200.000 + 5 % Gewinnbeteiligung  |
| 1958          | Babys auf Bestellung                 | The Tunnel of Love                       | Gene Kelly                   | Komödie, Liebesfilm                       | 98   | Edith Poole (im Original „Isolde“) | 15.05.1959       |                                     | Edith Schneider    |             |                                    |
| 1959          | Mit mir nicht, meine Herren          | It Happened to Jane                      | Richard Quine                | Komödie, Liebesfilm                       | 99   | Jane Osgood                        | 18.08.1959       | 3.06.1979 (ARD)                     | Edith Schneider    |             |                                    |
| 1959          | Bettgeflüster                        | Pillow Talk                              | Michael Gordon               | Komödie, Liebesfilm                       | 102  | Jan Morrow                         | 18.12.1959       | 8.07.1971 (ARD)                     | Edith Schneider    | $ 1.897.000 | $ 250.000                          |
|               |                                      |                                          |                              | 1960er                                    |      |                                    |                  |                                     |                    |             |                                    |
| 1960          | Meisterschaft im Seitensprung        | Please Don’t Eat the Daisies             | Charles Walters              | Komödie, Liebesfilm                       | 112  | Kate Robinson Mackay               | 2.06.1960        | 19.10.1973 (ARD)                    | Edith Schneider    | $ 2.021.406 | $ 200.000                          |
| 1960          | Mitternachtsspitzen                  | Midnight Lace                            | David Miller                 | Thriller, Mystery                         | 110  | Kit Preston                        | 23.12.1960       | 8.07.1971 (ARD)                     | Edith Schneider    |             |                                    |
| 1961          | Ein Pyjama für zwei                  | Lover Come Back                          | Delbert Mann                 | Komödie, Liebesfilm                       | 107  | Carol Templeton                    | 2.03.1962        | 19.04.1974 (ARD)                    | Edith Schneider    |             |                                    |
| 1962          | Ein Hauch von Nerz                   | That Touch of Mink                       | Delbert Mann                 | Komödie, Liebesfilm                       | 99   | Cathy Timberlake                   | 14.12.1962       | 27.05.1971 (ARD)                    | Edith Schneider    |             | $ 750.000                          |
| 1962          | Spiel mit mir                        | Billy Rose’s Jumbo                       | Charles Walters              | Komödie, Musical, Liebesfilm              | 99   | Kitty Wonder                       | 21.12.1962       |                                     | Edith Schneider    |             |                                    |
| 1963          | Was diese Frau so alles treibt       | The Thrill of It All                     | Norman Jewison               | Komödie, Liebesfilm                       | 108  | Beverly Boyer                      | 17.12.1963       |                                     | Edith Schneider    |             |                                    |
| 1963          | Eine zuviel im Bett                  | Move Over, Darling                       | Michael Gordon               | Komödie, Liebesfilm                       | 103  | Ellen Wagstaff Arden               | 21.02.1964       | 6.04.1974 (ZDF)                     | Edith Schneider    | $ 3.350.000 |                                    |
| 1964          | Schick mir keine Blumen              | Send Me No Flowers                       | Norman Jewison               | Komödie, Liebesfilm                       | 100  | Judy Kimball                       | 18.12.1964       |                                     | Edith Schneider    |             |                                    |
| 1965          | Bitte nicht stören!                  | Do Not Disturb                           | Ralph Levy                   | Komödie, Liebesfilm                       | 102  | Janet Harper                       | 25.12.1965       |                                     | Edith Schneider    | $ 3.890.000 |                                    |
| 1966          | Spion in Spitzenhöschen              | The Glass Bottom Boat                    | Frank Tashlin                | Komödie, Liebesfilm                       | 110  | Jennifer Nelson                    | 2.09.1966        |                                     | Ilse Kiewit        |             |                                    |
| 1966          | Das Teufelsweib von Texas            | The Ballad of Josie                      | Andrew V. McLaglen           | Komödie, Western                          | 102  | Josie Minick                       | 22.12.1967       | 28.03.1987 (RTLplus)                | Edith Schneider    |             |                                    |
| 1967          | Caprice                              | Caprice                                  | Frank Tashlin                | Komödie, Krimi                            | 98   | Patricia Foster                    | 12.05.1967       | 16.05.1975 (ARD)                    | Edith Schneider    | $ 4.490.000 | x + 10 % Gewinnbeteiligung         |
| 1968          | Als das Licht ausging                | Where Were You When the Lights Went Out? | Hy Averback                  | Komödie, Krimi                            | 89   | Margaret Garrison                  | 29.08.1968       |                                     | Edith Schneider    |             | x + 10 % Gewinnbeteiligung         |
| 1968          | Der Mann in Mammis Bett              | With Six You Get Eggroll                 | Howard Morris                | Komödie, Familiendrama                    | 95   | Abby McClure                       | 7.03.1969        | 2.11.1986                           | Ilse Kiewit        | $ 2.445.343 | x + 10 % Gewinnbeteiligung         |
| 1968 bis 1973 | Doris Day in …                       | The Doris Day Show                       | James Fritzell               | Komödie; Fernsehserie                     | 30   | Doris Martin                       |                  | 2.02.1970 (ARD-Regional- programme) | Ilse Kiewit        |             |                                    |
|               |                                      |                                          |                              | 1970er                                    |      |                                    |                  |                                     |                    |             |                                    |
| 1970          | –                                    | The Governor & J.J.: A Day in the Life   | Alan Rafkin                  | Komödie; Fernsehserie Staffel 2, Folge 10 | 30   | Stimme                             |                  |                                     |                    |             |                                    |